# Kosteletzkya althaeifolia
Kosteletzkya althaeifolia là một loài thực vật có hoa trong họ Cẩm quỳ. Loài này được (Chapm.) A. Gray ex S. Watson mô tả khoa học đầu tiên năm 1878.